# Microcalicha tchraparia
Microcalicha tchraparia är en fjärilsart som beskrevs av Charles Oberthür 1893. Microcalicha tchraparia ingår i släktet Microcalicha och familjen mätare. Inga underarter finns listade i Catalogue of Life.